# N747 (België)
De N747 is een Belgische gewestweg die Hechtel verbindt met de Nederlandse grens in de Bocholtse kern Lozen. De route heeft een lengte van ongeveer 19 kilometer.

## Traject
De N747 begint in Hechtel bij de N715 en dan gaat hij verder naar Eksel, Kleine Brogel (kruispunt met N748) en Kaulille. Iets buiten Kaulille gaat de N747 over het Kempens Kanaal en wat verder bereikt hij het gehucht Lozen (twee kruisingen met de N76). Vanaf hier loopt de weg direct langs de Zuid-Willemsvaart tot aan de Nederlandse grens. Over de grens loopt de weg verder als provinciale weg N564 naar Weert.

## N747a
De N747a is een aftakking van de N747 in de plaats Eksel. De 400 meter lange route gaat door de Kerkstraat.